# Rexhep Ferri
Rexhep Ferri, född 10 oktober 1937 i Kukës i Albanien, död 6 juni 2024 i Pristina i Kosovo, var en kosovansk (kosovoalbansk) konstnär och författare.
Rexhep Ferri tog examen vid Belgrads konstakademi 1966 där han förkovrade sig i monumentalmålning. Han blev från och med 1974 lärare vid Kosovos akademi för figurativ konst. 1996 blev han medlem i Kosovos akademi för vetenskap och konst.
Ferris konstverk är starkt påverkat av jugoslaviskt måleri. Ferri har även utgivit poesi och noveller.